# Sega Mega Drive Mini
De Sega Mega Drive Mini is een spelcomputer die spellen van de in 1988 (Europa in 1990) uitgebrachte Sega Mega Drive afspeelt. De Mega Drive Mini kwam wereldwijd uit op 19 september 2019 en in Europa op 4 oktober van dat jaar. De spelcomputer bevat 42 spellen die worden geëmuleerd.
De Mini is uitgekomen in drie variaties voor Japan, Noord-Amerika en Europa, die elk het ontwerp van het origineel zoals deze toentertijd in die regio verscheen weergeven. In Noord-Amerika verscheen de spelcomputer als Sega Genesis Mini omdat deze daar oorspronkelijk vanwege patentrechten geen Mega Drive kon worden genoemd.

## Hardware
De Sega Mega Drive Mini is qua grootte half zo groot als de oorspronkelijke Mega Drive. De spelcomputer bevat een SoC ZUIKI Z7213 met 256 MB werkgeheugen en 512 MB flashgeheugen. Het systeem heeft een HDMI-aansluiting en er zijn twee controlpads van volledige grootte die via USB worden aangesloten. De Noord-Amerikaanse en Europese Mini heeft een controlpad met drie knoppen (ABC), de Japanse heeft zes knoppen (ABC, XYZ).

## Spellen
Het systeem komt met 42 vooraf geïnstalleerde spellen die verschillen per regio. Zo kan het spel Dr. Robotnik's Mean Bean Machine in de Japanse taal onder de titel Puyo Puyo worden gespeeld, en is Probotector in de Amerikaanse en Japanse taalversie bekend als Contra: Hard Corps. De spellen hebben een savegame-mogelijkheid om de spelvoortgang op te slaan en kunnen zowel in de oorspronkelijke 4:3-ratio of uitgerekte 16:9-ratio worden gespeeld.
Twee nooit eerder uitgebrachte spellen, Darius en Tetris, zijn geporteerd vanaf de arcadeversie.
De lijst met spellen zoals deze zijn verschenen in de Europese uitvoering:
- Alex Kidd in the Enchanted Castle
- Alisia Dragoon
- Altered Beast
- Castle of Illusion Starring Mickey Mouse
- Castlevania: The New Generation
- Columns
- Comix Zone
- Darius
- Dr. Robotnik's Mean Bean Machine
- Dynamite Headdy
- Earthworm Jim
- Ecco the Dolphin
- Eternal Champions
- Ghouls 'n Ghosts
- Golden Axe
- Gunstar Heroes
- Kid Chameleon
- Landstalker
- Light Crusader
- Mega Man: The Wily Wars
- Monster World IV

- Phantasy Star 4: The End of the Millennium
- Probotector
- Road Rash 2
- Shining Force
- Shinobi 3
- Sonic The Hedgehog
- Sonic The Hedgehog 2
- Sonic the Hedgehog Spinball
- Space Harrier 2
- Story of Thor
- Street Fighter 2: Special Champion Edition
- Streets of Rage 2
- Strider
- Super Fantasy Zone
- Tetris
- Thunder Force 3
- ToeJam & Earl
- Vectorman
- Virtua Fighter 2
- Wonder Boy in Monster World
- World of Illusion Starring Mickey Mouse and Donald Duck

## Sega Mega Drive Mini 2
Sega bracht op 27 oktober 2022 een miniatuurversie van de Mega Drive II uit die exclusief via webwinkel Amazon.com was te bestellen. De spelcomputer bevat 60 spellen, waaronder enkele titels afkomstig van de Mega-CD, en is wereldwijd uitgebracht in Europa, Noord-Amerika en Japan.